# Mleczaj paskudnik

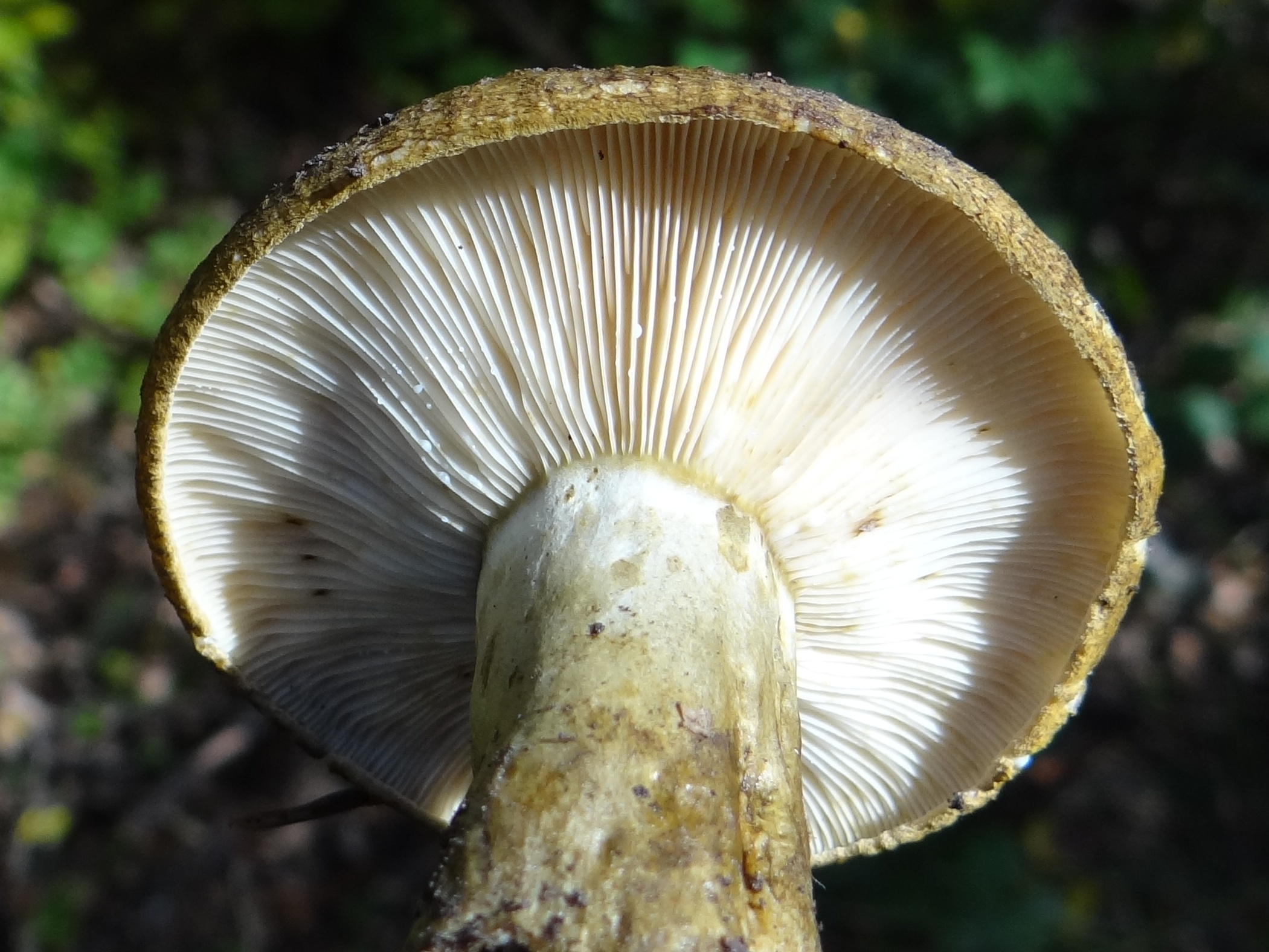

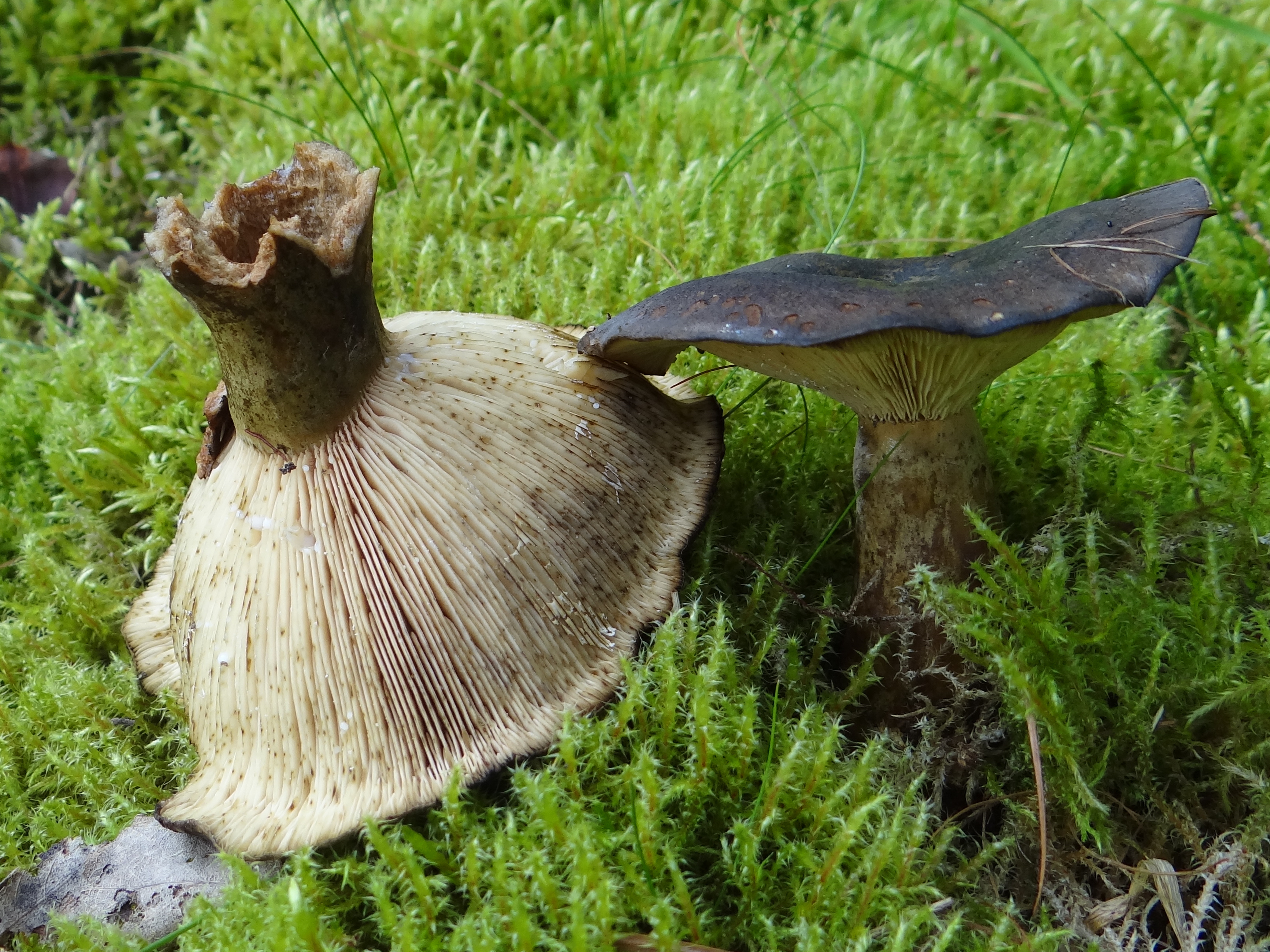
Starsze okazy mają niemal czarny kapelusz

Mleczaj paskudnik (Lactarius necator (Bull.) Pers.) – gatunek grzybów należący do rodziny gołąbkowatych (Russulaceae).

## Systematyka i nazewnictwo
Pozycja w klasyfikacji: Lactarius, Russulaceae, Russulales, Incertae sedis, Agaricomycetes, Agaricomycotina, Basidiomycota, Fungi.
Po raz pierwszy takson ten zdiagnozował w 1781 r. Jean Baptiste Bulliard, nadając mu nazwę Agaricus necator. Obecną, uznaną przez Index Fungorum nazwę nadał mu w 1796 r. Christiaan Hendrik Persoon, przenosząc go do rodzaju Lactarius. Synonimy:
- Agaricus necator Bull. 1781
- Agaricus plumbeus var. nigrescens Pers. 1801
- Lactarius necator (Bull.) Pers. 1796 f. necator
- Lactarius necator f. nigrescens (Pers.) Courtec. & P. Roux 2008
- Lactarius necator f. ochroleucoides Bon & Haluwyn 1981

Nazwę polską nadał Franciszek Błoński w 1890 r. W polskim piśmiennictwie mykologicznym gatunek ten opisywany był też pod nazwami: bedłka jadowita, mleczaj jadowity, paskudnik, smoluch.
W niektórych opracowaniach jako jego synonim jest podawany także Lactarius turpis (Weinm.) Fr. jednak według Index Fungorum jest to odrębny gatunek.

## Morfologia
Kapelusz
Średnica 5–15 cm, u młodych okazów niskołukowaty, u starszych rozpostarty i wgłębiony na środku. Jest twardy, brzegi ma długo wywinięte, brak garba. Powierzchnia śliska, bez strefowania, lub ze słabo widocznym strefowaniem. Kolor od brudnooliwkowozielonego do czarnobrązowego>.
Blaszki
Wąskie i gęste, różnej długości, nieco zbiegające po trzonie. Najpierw białawe potem kremowo żółte, na starość z brązowymi cętkami. Po uszkodzeniu ciemniejące. Obficie wydzielają białe mleczko o bardzo piekącym smaku i niezmieniające barwy na powietrzu.
Trzon
Wysokość 3–7 cm, grubość do 2,5 cm, walcowaty, początkowo pełny, później pusty. Powierzchnia w stanie suchym błyszcząca, podczas wilgotnej pogody śliska, niekiedy chropowata lub jamkowata. Kolor od bladooliwkowego przez zielonawy do brudnooliwkowego.
Miąższ
Gruby i twardy, biały, tylko pod skórką kapelusza słabo oliwkowy. U starszych okazów miąższ brunatnieje. Ma ostry smak i słaby zapach.
Mleczko
Wydziela się obficie. Jest białe lub wodnistobiałe, nie zmienia barwy na powietrzu. W smaku jest bardzo piekące.
Cechy mikroskopowe
Wysyp zarodników jasnokremowy. Zarodniki o rozmiarach 7,5–8,5 × 6–7 μm owalne, pokryte drobnymi brodawkami. Podstawki o rozmiarach 30-45 × 9–10 μm. Pleurocystydy i cheilocystydy liczne, wrzecionowatego kształtu, o rozmiarach 50–75 × 5–7 μm.
Gatunki podobne
Znacznie różni się barwą od innych mleczajów i na ogół jest łatwo rozpoznawalny. Nieco podobny jest mleczaj śluzowaty (Lactarius blennius), ale jest mniejszy, ma dzwonkowaty kapelusz pokryty pasiastymi plamami, nie ma tak ciemnych odcieni i występuje pod bukami.

## Występowanie i siedlisko
Występuje w Ameryce Północnej i Europie. W Azji podano jego występowanie tylko w Japonii. W Polsce gatunek pospolity.
Naziemny grzyb mykoryzowy. Rośnie w lasach liściastych, iglastych i mieszanych, pod brzozami lub świerkami, na kwaśnych glebach, od lipca do listopada.

## Znaczenie
Na zachodzie Europy uważa się go za grzyba niejadalnego ze względu na piekący smak. W krajach wschodnioeuropejskich oraz m.in. na Syberii grzyb ten jest niezwykle popularny. Po dłuższym wymoczeniu (i wylaniu wody) poddaje się go zasoleniu bądź marynowaniu, dzięki czemu nadaje się do spożycia. Po takim przygotowaniu nabiera ciemnowiśniowego lub bordowego koloru.